# عادل بلاز
عادل بلاز (من مواليد 4 يونيو 1981) هو سباح مغربي معتزل، متخصص في السباحة الحرة  تأهل بلاز لسباق 200 متر حرة في دورة الألعاب الاولمبية الصيفية 2004 في أثينا، عن طريق تصفيات الاتحاد الدولي للسباحة. بزمن قياسي قدره 1:54.08 في كأس فيتل في ميلوز بفرنسا.

## روابط خارجية
- عادل بلاز على موقع الاتحاد الدولي للسباحة (الإنجليزية)
- عادل بلاز على موقع SwimRankings.net (الإنجليزية)
- عادل بلاز على موقع اللجنة الأولمبية الدولية (الإنجليزية)
- عادل بلاز على موقع أوليمبيديا (الإنجليزية)
- عادل بلاز على موقع اللجنة الأولمبية المغربية (الفرنسية)